# Volta a l'Algarve 2022
La Volta a l'Algarve 2022 fou la 48a edició de la Volta a l'Algarve. La cursa es disputà entre el 16 i el 20 de febrer de 2022, amb un recorregut de 795,8 km repartits entre un cinc etapes. La cursa formà part de l'UCI ProSeries 2022, en la categoria 2.Pro.
El vencedor final fou el belga Remco Evenepoel (Quick-Step Alpha Vinyl), que s'imposà clarament en la classifició final amb més d'un minut sobre l'estatunidenc Brandon McNulty (UAE Team Emirates) i el colombià Daniel Martínez (Ineos Grenadiers).

## Equips
L'organització convidà a 25 equips a prendre part en aquesta cursa.
| WorldTeams (10)- Quick-Step Alpha Vinyl - Ineos Grenadiers - Jumbo-Visma - UAE Team Emirates - Bora-Hansgrohe - Astana Qazaqstan Team - Intermarché-Wanty-Gobert Matériaux - Groupama-FDJ - Trek-Segafredo - Cofidis ProTeams (5)- Alpecin-Fenix - Caja Rural-Seguros RGA - Euskaltel-Euskadi - Human Powered Health - Arkéa-Samsic Equips continentals (10)- Atum General-Tavira-Maria Nova Hotel - Aviludo-Louletano-Loulé Concelho - Efapel Cycling - ABTF Betão-Feirense - Glassdrive-Q8-Anicolor - Kelly-InOutBuild-UD Oliveirense - LA Alumínios-Credibom-Marcos Car - Rádio Popular-Paredes-Boavista - Tavfer-Mortágua-Ovos Matinados - W52-FC Porto |
| |

## Etapes
| Etapa    | Data      | Ciutats d'etapa                     | type                      | Distància (km) | Desnivell (m) | Vencedor de l'etapa   | Líder de la general |
| -------- | --------- | ----------------------------------- | ------------------------- | -------------- | ------------- | --------------------- | ------------------- |
| 1a etapa | 16 de feb | Portimão – Lagos                    | etapa accidentada         | 199,1          | 2.834 m       | Fabio Jakobsen        | Fabio Jakobsen      |
| 2a etapa | 17 de feb | Albufeira – Fóia                    | etapa de muntanya         | 182,4          | 4.857 m       | David Gaudu           | David Gaudu         |
| 3a etapa | 18 de feb | Almodôvar – Faro                    | etapa accidentada         | 209,1          | 2.483 m       | Fabio Jakobsen        | David Gaudu         |
| 4a etapa | 19 de feb | Vila Real de Santo António – Tavira | contrarellotge individual | 32,2           | 407 m         | Remco Evenepoel       | Remco Evenepoel     |
| 5a etapa | 20 de feb | Lagoa – Alto do Malhão              | etapa de mitja muntanya   | 173            | 3.612 m       | Sergio Higuita García | Remco Evenepoel     |

### Etapa 1
| \| Classificació de l'etapa \| Classificació de l'etapa \| Classificació de l'etapa \| Classificació de l'etapa \| Classificació de l'etapa \| \| Corredor \| Corredor \| Equip \| Temps \| \| \| ------------------------ \| ------------------------ \| ---------------------------------- \| ------------------------ \| ------------------------ \| \| 1r \| Fabio Jakobsen \| Quick-Step Alpha Vinyl \| 4h 56' 29" \| \| \| 2n \| Bryan Coquard \| Cofidis \| + 0" \| \| \| 3r \| Alexander Kristoff \| Intermarché-Wanty-Gobert Matériaux \| + 0" \| \| \| 4t \| Michele Gazzoli \| Astana Qazaqstan Team \| + 0" \| \| \| 5è \| Rui Oliveira \| UAE Team Emirates \| + 0" \| \| \| 6è \| Bert Van Lerberghe \| Quick-Step Alpha Vinyl \| + 0" \| \| \| 7è \| Remco Evenepoel \| Quick-Step Alpha Vinyl \| + 0" \| \| \| 8è \| Nils Politt \| Bora-Hansgrohe \| + 0" \| \| \| 9è \| Brandon McNulty \| UAE Team Emirates \| + 0" \| \| \| 10è \| Tobias Foss \| Jumbo-Visma \| + 0" \| \| |                    |                                    |            |
| |                    |                                    |            |
| Font: ProCyclingStats |                    |                                    |            |
| Classificació de l'etapa |                    |                                    |            |
| Corredor | Corredor           | Equip                              | Temps      |
| 1r | Fabio Jakobsen     | Quick-Step Alpha Vinyl             | 4h 56' 29" |
| 2n | Bryan Coquard      | Cofidis                            | + 0"       |
| 3r | Alexander Kristoff | Intermarché-Wanty-Gobert Matériaux | + 0"       |
| 4t | Michele Gazzoli    | Astana Qazaqstan Team              | + 0"       |
| 5è | Rui Oliveira       | UAE Team Emirates                  | + 0"       |
| 6è | Bert Van Lerberghe | Quick-Step Alpha Vinyl             | + 0"       |
| 7è | Remco Evenepoel    | Quick-Step Alpha Vinyl             | + 0"       |
| 8è | Nils Politt        | Bora-Hansgrohe                     | + 0"       |
| 9è | Brandon McNulty    | UAE Team Emirates                  | + 0"       |
| 10è | Tobias Foss        | Jumbo-Visma                        | + 0"       |

| \| Classificació general \| Classificació general \| Classificació general \| Classificació general \| Classificació general \| \| Corredor \| Corredor \| Equip \| Temps \| \| \| --------------------- \| --------------------- \| ---------------------------------- \| --------------------- \| --------------------- \| \| 1r \| Fabio Jakobsen \| Quick-Step Alpha Vinyl \| 4h 56' 29" \| \| \| 2n \| Bryan Coquard \| Cofidis \| + 0" \| \| \| 3r \| Alexander Kristoff \| Intermarché-Wanty-Gobert Matériaux \| + 0" \| \| \| 4t \| Michele Gazzoli \| Astana Qazaqstan Team \| + 0" \| \| \| 5è \| Rui Oliveira \| UAE Team Emirates \| + 0" \| \| \| 6è \| Bert Van Lerberghe \| Quick-Step Alpha Vinyl \| + 0" \| \| \| 7è \| Remco Evenepoel \| Quick-Step Alpha Vinyl \| + 0" \| \| \| 8è \| Nils Politt \| Bora-Hansgrohe \| + 0" \| \| \| 9è \| Brandon McNulty \| UAE Team Emirates \| + 0" \| \| \| 10è \| Tobias Foss \| Jumbo-Visma \| + 0" \| \| |                    |                                    |            |
| |                    |                                    |            |
| Font: ProCyclingStats |                    |                                    |            |
| Classificació general |                    |                                    |            |
| Corredor | Corredor           | Equip                              | Temps      |
| 1r | Fabio Jakobsen     | Quick-Step Alpha Vinyl             | 4h 56' 29" |
| 2n | Bryan Coquard      | Cofidis                            | + 0"       |
| 3r | Alexander Kristoff | Intermarché-Wanty-Gobert Matériaux | + 0"       |
| 4t | Michele Gazzoli    | Astana Qazaqstan Team              | + 0"       |
| 5è | Rui Oliveira       | UAE Team Emirates                  | + 0"       |
| 6è | Bert Van Lerberghe | Quick-Step Alpha Vinyl             | + 0"       |
| 7è | Remco Evenepoel    | Quick-Step Alpha Vinyl             | + 0"       |
| 8è | Nils Politt        | Bora-Hansgrohe                     | + 0"       |
| 9è | Brandon McNulty    | UAE Team Emirates                  | + 0"       |
| 10è | Tobias Foss        | Jumbo-Visma                        | + 0"       |

### Etapa 2
| \| Classificació de l'etapa \| Classificació de l'etapa \| Classificació de l'etapa \| Classificació de l'etapa \| Classificació de l'etapa \| \| Corredor \| Corredor \| Equip \| Temps \| \| \| ------------------------ \| ------------------------ \| ---------------------------------- \| ------------------------ \| ------------------------ \| \| 1r \| David Gaudu \| Groupama-FDJ \| 4h 50' 51" \| \| \| 2n \| Samuele Battistella \| Astana Qazaqstan Team \| + 1" \| \| \| 3r \| Ethan Hayter \| Ineos Grenadiers \| + 1" \| \| \| 4t \| Brandon McNulty \| UAE Team Emirates \| + 1" \| \| \| 5è \| Daniel Martínez Poveda \| Ineos Grenadiers \| + 1" \| \| \| 6è \| Remco Evenepoel \| Quick-Step Alpha Vinyl \| + 1" \| \| \| 7è \| Julien Bernard \| Trek-Segafredo \| + 1" \| \| \| 8è \| Georg Zimmermann \| Intermarché-Wanty-Gobert Matériaux \| + 1" \| \| \| 9è \| Tony Gallopin \| Trek-Segafredo \| + 1" \| \| \| 10è \| Sven Erik Bystrøm \| Intermarché-Wanty-Gobert Matériaux \| + 1" \| \| |                        |                                    |            |
| |                        |                                    |            |
| Font: ProCyclingStats |                        |                                    |            |
| Classificació de l'etapa |                        |                                    |            |
| Corredor | Corredor               | Equip                              | Temps      |
| 1r | David Gaudu            | Groupama-FDJ                       | 4h 50' 51" |
| 2n | Samuele Battistella    | Astana Qazaqstan Team              | + 1"       |
| 3r | Ethan Hayter           | Ineos Grenadiers                   | + 1"       |
| 4t | Brandon McNulty        | UAE Team Emirates                  | + 1"       |
| 5è | Daniel Martínez Poveda | Ineos Grenadiers                   | + 1"       |
| 6è | Remco Evenepoel        | Quick-Step Alpha Vinyl             | + 1"       |
| 7è | Julien Bernard         | Trek-Segafredo                     | + 1"       |
| 8è | Georg Zimmermann       | Intermarché-Wanty-Gobert Matériaux | + 1"       |
| 9è | Tony Gallopin          | Trek-Segafredo                     | + 1"       |
| 10è | Sven Erik Bystrøm      | Intermarché-Wanty-Gobert Matériaux | + 1"       |

| \| Classificació general \| Classificació general \| Classificació general \| Classificació general \| Classificació general \| \| Corredor \| Corredor \| Equip \| Temps \| \| \| --------------------- \| ---------------------- \| ---------------------------------- \| --------------------- \| --------------------- \| \| 1r \| David Gaudu \| Groupama-FDJ \| 9h 47' 20" \| \| \| 2n \| Brandon McNulty \| UAE Team Emirates \| + 1" \| \| \| 3r \| Remco Evenepoel \| Quick-Step Alpha Vinyl \| + 1" \| \| \| 4t \| Ethan Hayter \| Ineos Grenadiers \| + 1" \| \| \| 5è \| Daniel Martínez Poveda \| Ineos Grenadiers \| + 1" \| \| \| 6è \| Julien Bernard \| Trek-Segafredo \| + 1" \| \| \| 7è \| Sven Erik Bystrøm \| Intermarché-Wanty-Gobert Matériaux \| + 1" \| \| \| 8è \| Tony Gallopin \| Trek-Segafredo \| + 8" \| \| \| 9è \| Thomas Pidcock \| Ineos Grenadiers \| + 17" \| \| \| 10è \| Dylan van Baarle \| Ineos Grenadiers \| + 18" \| \| |                        |                                    |            |
| |                        |                                    |            |
| Font: ProCyclingStats |                        |                                    |            |
| Classificació general |                        |                                    |            |
| Corredor | Corredor               | Equip                              | Temps      |
| 1r | David Gaudu            | Groupama-FDJ                       | 9h 47' 20" |
| 2n | Brandon McNulty        | UAE Team Emirates                  | + 1"       |
| 3r | Remco Evenepoel        | Quick-Step Alpha Vinyl             | + 1"       |
| 4t | Ethan Hayter           | Ineos Grenadiers                   | + 1"       |
| 5è | Daniel Martínez Poveda | Ineos Grenadiers                   | + 1"       |
| 6è | Julien Bernard         | Trek-Segafredo                     | + 1"       |
| 7è | Sven Erik Bystrøm      | Intermarché-Wanty-Gobert Matériaux | + 1"       |
| 8è | Tony Gallopin          | Trek-Segafredo                     | + 8"       |
| 9è | Thomas Pidcock         | Ineos Grenadiers                   | + 17"      |
| 10è | Dylan van Baarle       | Ineos Grenadiers                   | + 18"      |

### Etapa 3
| \| Classificació de l'etapa \| Classificació de l'etapa \| Classificació de l'etapa \| Classificació de l'etapa \| Classificació de l'etapa \| \| Corredor \| Corredor \| Equip \| Temps \| \| \| ------------------------ \| ------------------------ \| ---------------------------------- \| ------------------------ \| ------------------------ \| \| 1r \| Fabio Jakobsen \| Quick-Step Alpha Vinyl \| 4h 54' 51" \| \| \| 2n \| Tim Merlier \| Alpecin-Fenix \| + 0" \| \| \| 3r \| Bryan Coquard \| Cofidis \| + 0" \| \| \| 4t \| Alexander Kristoff \| Intermarché-Wanty-Gobert Matériaux \| + 0" \| \| \| 5è \| Hugo Hofstetter \| Arkéa-Samsic \| + 0" \| \| \| 6è \| Clément Russo \| Arkéa-Samsic \| + 0" \| \| \| 7è \| Jordi Meeus \| Bora-Hansgrohe \| + 0" \| \| \| 8è \| Michele Gazzoli \| Astana Qazaqstan Team \| + 0" \| \| \| 9è \| Colin Joyce \| Human Powered Health \| + 0" \| \| \| 10è \| Leangel Linarez \| Tavfer-Mortágua-Ovos Matinados \| + 0" \| \| |                    |                                    |            |
| |                    |                                    |            |
| Font: ProCyclingStats |                    |                                    |            |
| Classificació de l'etapa |                    |                                    |            |
| Corredor | Corredor           | Equip                              | Temps      |
| 1r | Fabio Jakobsen     | Quick-Step Alpha Vinyl             | 4h 54' 51" |
| 2n | Tim Merlier        | Alpecin-Fenix                      | + 0"       |
| 3r | Bryan Coquard      | Cofidis                            | + 0"       |
| 4t | Alexander Kristoff | Intermarché-Wanty-Gobert Matériaux | + 0"       |
| 5è | Hugo Hofstetter    | Arkéa-Samsic                       | + 0"       |
| 6è | Clément Russo      | Arkéa-Samsic                       | + 0"       |
| 7è | Jordi Meeus        | Bora-Hansgrohe                     | + 0"       |
| 8è | Michele Gazzoli    | Astana Qazaqstan Team              | + 0"       |
| 9è | Colin Joyce        | Human Powered Health               | + 0"       |
| 10è | Leangel Linarez    | Tavfer-Mortágua-Ovos Matinados     | + 0"       |

| \| Classificació general \| Classificació general \| Classificació general \| Classificació general \| Classificació general \| \| Corredor \| Corredor \| Equip \| Temps \| \| \| --------------------- \| ---------------------- \| ---------------------------------- \| --------------------- \| --------------------- \| \| 1r \| David Gaudu \| Groupama-FDJ \| 14h 42' 11" \| \| \| 2n \| Brandon McNulty \| UAE Team Emirates \| + 1" \| \| \| 3r \| Ethan Hayter \| Ineos Grenadiers \| + 1" \| \| \| 4t \| Remco Evenepoel \| Quick-Step Alpha Vinyl \| + 1" \| \| \| 5è \| Sven Erik Bystrøm \| Intermarché-Wanty-Gobert Matériaux \| + 1" \| \| \| 6è \| Julien Bernard \| Trek-Segafredo \| + 1" \| \| \| 7è \| Daniel Martínez Poveda \| Ineos Grenadiers \| + 1" \| \| \| 8è \| Tony Gallopin \| Trek-Segafredo \| + 8" \| \| \| 9è \| Thomas Pidcock \| Ineos Grenadiers \| + 17" \| \| \| 10è \| Dylan van Baarle \| Ineos Grenadiers \| + 18" \| \| |                        |                                    |             |
| |                        |                                    |             |
| Font: ProCyclingStats |                        |                                    |             |
| Classificació general |                        |                                    |             |
| Corredor | Corredor               | Equip                              | Temps       |
| 1r | David Gaudu            | Groupama-FDJ                       | 14h 42' 11" |
| 2n | Brandon McNulty        | UAE Team Emirates                  | + 1"        |
| 3r | Ethan Hayter           | Ineos Grenadiers                   | + 1"        |
| 4t | Remco Evenepoel        | Quick-Step Alpha Vinyl             | + 1"        |
| 5è | Sven Erik Bystrøm      | Intermarché-Wanty-Gobert Matériaux | + 1"        |
| 6è | Julien Bernard         | Trek-Segafredo                     | + 1"        |
| 7è | Daniel Martínez Poveda | Ineos Grenadiers                   | + 1"        |
| 8è | Tony Gallopin          | Trek-Segafredo                     | + 8"        |
| 9è | Thomas Pidcock         | Ineos Grenadiers                   | + 17"       |
| 10è | Dylan van Baarle       | Ineos Grenadiers                   | + 18"       |

### Etapa 4
| \| Classificació de l'etapa \| Classificació de l'etapa \| Classificació de l'etapa \| Classificació de l'etapa \| Classificació de l'etapa \| \| Corredor \| Corredor \| Equip \| Temps \| \| \| ------------------------ \| ------------------------ \| ------------------------ \| ------------------------ \| ------------------------ \| \| 1r \| Remco Evenepoel \| Quick-Step Alpha Vinyl \| 37' 49" \| \| \| 2n \| Stefan Küng \| Groupama-FDJ \| + 58" \| \| \| 3r \| Ethan Hayter \| Ineos Grenadiers \| + 1' 06" \| \| \| 4t \| Tobias Foss \| Jumbo-Visma \| + 1' 11" \| \| \| 5è \| Brandon McNulty \| UAE Team Emirates \| + 1' 25" \| \| \| 6è \| Thibault Guernalec \| Arkéa-Samsic \| + 1' 27" \| \| \| 7è \| Daniel Martínez Poveda \| Ineos Grenadiers \| + 1' 30" \| \| \| 8è \| Daan Hoole \| Trek-Segafredo \| + 1' 38" \| \| \| 9è \| David Gaudu \| Groupama-FDJ \| + 2' 09" \| \| \| 10è \| Connor Swift \| Arkéa-Samsic \| + 2' 12" \| \| |                        |                        |          |
| |                        |                        |          |
| Font: ProCyclingStats |                        |                        |          |
| Classificació de l'etapa |                        |                        |          |
| Corredor | Corredor               | Equip                  | Temps    |
| 1r | Remco Evenepoel        | Quick-Step Alpha Vinyl | 37' 49"  |
| 2n | Stefan Küng            | Groupama-FDJ           | + 58"    |
| 3r | Ethan Hayter           | Ineos Grenadiers       | + 1' 06" |
| 4t | Tobias Foss            | Jumbo-Visma            | + 1' 11" |
| 5è | Brandon McNulty        | UAE Team Emirates      | + 1' 25" |
| 6è | Thibault Guernalec     | Arkéa-Samsic           | + 1' 27" |
| 7è | Daniel Martínez Poveda | Ineos Grenadiers       | + 1' 30" |
| 8è | Daan Hoole             | Trek-Segafredo         | + 1' 38" |
| 9è | David Gaudu            | Groupama-FDJ           | + 2' 09" |
| 10è | Connor Swift           | Arkéa-Samsic           | + 2' 12" |

| \| Classificació general \| Classificació general \| Classificació general \| Classificació general \| Classificació general \| \| Corredor \| Corredor \| Equip \| Temps \| \| \| --------------------- \| ---------------------- \| ---------------------------------- \| --------------------- \| --------------------- \| \| 1r \| Remco Evenepoel \| Quick-Step Alpha Vinyl \| 15h 20' 01" \| \| \| 2n \| Ethan Hayter \| Ineos Grenadiers \| + 1' 06" \| \| \| 3r \| Brandon McNulty \| UAE Team Emirates \| + 1' 25" \| \| \| 4t \| Daniel Martínez Poveda \| Ineos Grenadiers \| + 1' 30" \| \| \| 5è \| Stefan Küng \| Groupama-FDJ \| + 1' 43" \| \| \| 6è \| Tobias Foss \| Jumbo-Visma \| + 1' 51" \| \| \| 7è \| David Gaudu \| Groupama-FDJ \| + 2' 08" \| \| \| 8è \| Thibault Guernalec \| Arkéa-Samsic \| + 2' 08" \| \| \| 9è \| Dylan van Baarle \| Ineos Grenadiers \| + 2' 37" \| \| \| 10è \| Sven Erik Bystrøm \| Intermarché-Wanty-Gobert Matériaux \| + 2' 40" \| \| |                        |                                    |             |
| |                        |                                    |             |
| Font: ProCyclingStats |                        |                                    |             |
| Classificació general |                        |                                    |             |
| Corredor | Corredor               | Equip                              | Temps       |
| 1r | Remco Evenepoel        | Quick-Step Alpha Vinyl             | 15h 20' 01" |
| 2n | Ethan Hayter           | Ineos Grenadiers                   | + 1' 06"    |
| 3r | Brandon McNulty        | UAE Team Emirates                  | + 1' 25"    |
| 4t | Daniel Martínez Poveda | Ineos Grenadiers                   | + 1' 30"    |
| 5è | Stefan Küng            | Groupama-FDJ                       | + 1' 43"    |
| 6è | Tobias Foss            | Jumbo-Visma                        | + 1' 51"    |
| 7è | David Gaudu            | Groupama-FDJ                       | + 2' 08"    |
| 8è | Thibault Guernalec     | Arkéa-Samsic                       | + 2' 08"    |
| 9è | Dylan van Baarle       | Ineos Grenadiers                   | + 2' 37"    |
| 10è | Sven Erik Bystrøm      | Intermarché-Wanty-Gobert Matériaux | + 2' 40"    |

### Etapa 5
| \| Classificació de l'etapa \| Classificació de l'etapa \| Classificació de l'etapa \| Classificació de l'etapa \| Classificació de l'etapa \| \| Corredor \| Corredor \| Equip \| Temps \| \| \| ------------------------ \| ------------------------ \| ---------------------------------- \| ------------------------ \| ------------------------ \| \| 1r \| Sergio Higuita García \| Bora-Hansgrohe \| 4h 14' 53" \| \| \| 2n \| Daniel Martínez Poveda \| Ineos Grenadiers \| + 0" \| \| \| 3r \| Brandon McNulty \| UAE Team Emirates \| + 1" \| \| \| 4t \| David Gaudu \| Groupama-FDJ \| + 1" \| \| \| 5è \| Remco Evenepoel \| Quick-Step Alpha Vinyl \| + 9" \| \| \| 6è \| Tobias Foss \| Jumbo-Visma \| + 22" \| \| \| 7è \| Jay Vine \| Alpecin-Fenix \| + 22" \| \| \| 8è \| Frederico Figueiredo \| Glassdrive-Q8-Anicolor \| + 40" \| \| \| 9è \| Sven Erik Bystrøm \| Intermarché-Wanty-Gobert Matériaux \| + 42" \| \| \| 10è \| Ethan Hayter \| Ineos Grenadiers \| + 42" \| \| |                        |                                    |            |
| |                        |                                    |            |
| Font: ProCyclingStats |                        |                                    |            |
| Classificació de l'etapa |                        |                                    |            |
| Corredor | Corredor               | Equip                              | Temps      |
| 1r | Sergio Higuita García  | Bora-Hansgrohe                     | 4h 14' 53" |
| 2n | Daniel Martínez Poveda | Ineos Grenadiers                   | + 0"       |
| 3r | Brandon McNulty        | UAE Team Emirates                  | + 1"       |
| 4t | David Gaudu            | Groupama-FDJ                       | + 1"       |
| 5è | Remco Evenepoel        | Quick-Step Alpha Vinyl             | + 9"       |
| 6è | Tobias Foss            | Jumbo-Visma                        | + 22"      |
| 7è | Jay Vine               | Alpecin-Fenix                      | + 22"      |
| 8è | Frederico Figueiredo   | Glassdrive-Q8-Anicolor             | + 40"      |
| 9è | Sven Erik Bystrøm      | Intermarché-Wanty-Gobert Matériaux | + 42"      |
| 10è | Ethan Hayter           | Ineos Grenadiers                   | + 42"      |

## Classificació final
| \| Classificació general \| Classificació general \| Classificació general \| Classificació general \| Classificació general \| \| Corredor \| Corredor \| Equip \| Temps \| \| \| --------------------- \| ---------------------- \| ---------------------------------- \| --------------------- \| --------------------- \| \| 1r \| Remco Evenepoel \| Quick-Step Alpha Vinyl \| 19h 35' 03" \| \| \| 2n \| Brandon McNulty \| UAE Team Emirates \| + 1' 17" \| \| \| 3r \| Daniel Martínez Poveda \| Ineos Grenadiers \| + 1' 21" \| \| \| 4t \| Ethan Hayter \| Ineos Grenadiers \| + 1' 39" \| \| \| 5è \| David Gaudu \| Groupama-FDJ \| + 2' 00" \| \| \| 6è \| Tobias Foss \| Jumbo-Visma \| + 2' 04" \| \| \| 7è \| Stefan Küng \| Groupama-FDJ \| + 2' 16" \| \| \| 8è \| Thibault Guernalec \| Arkéa-Samsic \| + 2' 41" \| \| \| 9è \| Sven Erik Bystrøm \| Intermarché-Wanty-Gobert Matériaux \| + 3' 13" \| \| \| 10è \| Dylan van Baarle \| Ineos Grenadiers \| + 3' 38" \| \| |                        |                                    |             |
| |                        |                                    |             |
| Font: ProCyclingStats |                        |                                    |             |
| Classificació general |                        |                                    |             |
| Corredor | Corredor               | Equip                              | Temps       |
| 1r | Remco Evenepoel        | Quick-Step Alpha Vinyl             | 19h 35' 03" |
| 2n | Brandon McNulty        | UAE Team Emirates                  | + 1' 17"    |
| 3r | Daniel Martínez Poveda | Ineos Grenadiers                   | + 1' 21"    |
| 4t | Ethan Hayter           | Ineos Grenadiers                   | + 1' 39"    |
| 5è | David Gaudu            | Groupama-FDJ                       | + 2' 00"    |
| 6è | Tobias Foss            | Jumbo-Visma                        | + 2' 04"    |
| 7è | Stefan Küng            | Groupama-FDJ                       | + 2' 16"    |
| 8è | Thibault Guernalec     | Arkéa-Samsic                       | + 2' 41"    |
| 9è | Sven Erik Bystrøm      | Intermarché-Wanty-Gobert Matériaux | + 3' 13"    |
| 10è | Dylan van Baarle       | Ineos Grenadiers                   | + 3' 38"    |

### Classificacions secundàries
| Classificació per punts | Classificació per punts | Classificació per punts            | Classificació per punts | Classificació per punts |
| Corredor                | Corredor                | Equip                              | Punts                   |                         |
| ----------------------- | ----------------------- | ---------------------------------- | ----------------------- | ----------------------- |
| 1r                      | Fabio Jakobsen          | Quick-Step Alpha Vinyl             | 51 pts                  |                         |
| 2n                      | Bryan Coquard           | Cofidis                            | 36 pts                  |                         |
| 3r                      | Alexander Kristoff      | Intermarché-Wanty-Gobert Matériaux | 29 pts                  |                         |
| 4t                      | David Gaudu             | Groupama-FDJ                       | 23 pts                  |                         |
| 5è                      | Brandon McNulty         | UAE Team Emirates                  | 20 pts                  |                         |
| 6è                      | Tim Merlier             | Alpecin-Fenix                      | 20 pts                  |                         |
| 7è                      | Daniel Martínez Poveda  | Ineos Grenadiers                   | 18 pts                  |                         |
| 8è                      | Remco Evenepoel         | Quick-Step Alpha Vinyl             | 17 pts                  |                         |
| 9è                      | Michele Gazzoli         | Astana Qazaqstan Team              | 17 pts                  |                         |
| 10è                     | Sergio Higuita García   | Bora-Hansgrohe                     | 15 pts                  |                         |

| Classificació per punts | Classificació per punts | Classificació per punts            | Classificació per punts | Classificació per punts |
| Corredor                | Corredor                | Equip                              | Punts                   |                         |
| ----------------------- | ----------------------- | ---------------------------------- | ----------------------- | ----------------------- |
| 1r                      | Fabio Jakobsen          | Quick-Step Alpha Vinyl             | 51 pts                  |                         |
| 2n                      | Bryan Coquard           | Cofidis                            | 36 pts                  |                         |
| 3r                      | Alexander Kristoff      | Intermarché-Wanty-Gobert Matériaux | 29 pts                  |                         |
| 4t                      | David Gaudu             | Groupama-FDJ                       | 23 pts                  |                         |
| 5è                      | Brandon McNulty         | UAE Team Emirates                  | 20 pts                  |                         |
| 6è                      | Tim Merlier             | Alpecin-Fenix                      | 20 pts                  |                         |
| 7è                      | Daniel Martínez Poveda  | Ineos Grenadiers                   | 18 pts                  |                         |
| 8è                      | Remco Evenepoel         | Quick-Step Alpha Vinyl             | 17 pts                  |                         |
| 9è                      | Michele Gazzoli         | Astana Qazaqstan Team              | 17 pts                  |                         |
| 10è                     | Sergio Higuita García   | Bora-Hansgrohe                     | 15 pts                  |                         |

| Classificació de la muntanya | Classificació de la muntanya | Classificació de la muntanya   | Classificació de la muntanya | Classificació de la muntanya |
| Corredor                     | Corredor                     | Equip                          | Punts                        |                              |
| ---------------------------- | ---------------------------- | ------------------------------ | ---------------------------- | ---------------------------- |
| 1r                           | João Matias                  | Tavfer-Mortágua-Ovos Matinados | 15 pts                       |                              |
| 2n                           | David Gaudu                  | Groupama-FDJ                   | 12 pts                       |                              |
| 3r                           | Dries De Bondt               | Alpecin-Fenix                  | 10 pts                       |                              |
| 4t                           | Ethan Hayter                 | Ineos Grenadiers               | 9 pts                        |                              |
| 5è                           | Brandon McNulty              | UAE Team Emirates              | 7 pts                        |                              |
| 6è                           | Jonathan Castroviejo Nicolás | Ineos Grenadiers               | 7 pts                        |                              |
| 7è                           | Sergio Higuita García        | Bora-Hansgrohe                 | 6 pts                        |                              |
| 8è                           | Ben Tulett                   | Ineos Grenadiers               | 6 pts                        |                              |
| 9è                           | Daniel Martínez Poveda       | Ineos Grenadiers               | 6 pts                        |                              |
| 10è                          | José Fernandes               | W52-FC Porto                   | 4 pts                        |                              |

| Classificació de la muntanya | Classificació de la muntanya | Classificació de la muntanya   | Classificació de la muntanya | Classificació de la muntanya |
| Corredor                     | Corredor                     | Equip                          | Punts                        |                              |
| ---------------------------- | ---------------------------- | ------------------------------ | ---------------------------- | ---------------------------- |
| 1r                           | João Matias                  | Tavfer-Mortágua-Ovos Matinados | 15 pts                       |                              |
| 2n                           | David Gaudu                  | Groupama-FDJ                   | 12 pts                       |                              |
| 3r                           | Dries De Bondt               | Alpecin-Fenix                  | 10 pts                       |                              |
| 4t                           | Ethan Hayter                 | Ineos Grenadiers               | 9 pts                        |                              |
| 5è                           | Brandon McNulty              | UAE Team Emirates              | 7 pts                        |                              |
| 6è                           | Jonathan Castroviejo Nicolás | Ineos Grenadiers               | 7 pts                        |                              |
| 7è                           | Sergio Higuita García        | Bora-Hansgrohe                 | 6 pts                        |                              |
| 8è                           | Ben Tulett                   | Ineos Grenadiers               | 6 pts                        |                              |
| 9è                           | Daniel Martínez Poveda       | Ineos Grenadiers               | 6 pts                        |                              |
| 10è                          | José Fernandes               | W52-FC Porto                   | 4 pts                        |                              |

| Classificació del millor jove | Classificació del millor jove | Classificació del millor jove    | Classificació del millor jove | Classificació del millor jove |
| Corredor                      | Corredor                      | Equip                            | Temps                         |                               |
| ----------------------------- | ----------------------------- | -------------------------------- | ----------------------------- | ----------------------------- |
| 1r                            | Remco Evenepoel               | Quick-Step Alpha Vinyl           | 19h 35' 03"                   |                               |
| 2n                            | Johannes Staune-Mittet        | Jumbo-Visma                      | + 11' 32"                     |                               |
| 3r                            | Pedro Pinto                   | Tavfer-Mortágua-Ovos Matinados   | + 12' 05"                     |                               |
| 4t                            | António Ferreira              | Kelly-Simoldes-UDO               | + 26' 10"                     |                               |
| 5è                            | Afonso Silva                  | Kelly-Simoldes-UDO               | + 27' 11"                     |                               |
| 6è                            | Vinicio Rodrigues             | Rádio Popular-Paredes-Boavista   | + 32' 56"                     |                               |
| 7è                            | Michel Hessmann               | Jumbo-Visma                      | + 33' 45"                     |                               |
| 8è                            | Hélder Gonçalves              | Kelly-Simoldes-UDO               | + 34' 00"                     |                               |
| 9è                            | Ruben Simao                   | LA Alumínios-Credibom-Marcos Car | + 39' 19"                     |                               |
| 10è                           | Ben Tulett                    | Ineos Grenadiers                 | + 39' 51"                     |                               |

| Classificació del millor jove | Classificació del millor jove | Classificació del millor jove    | Classificació del millor jove | Classificació del millor jove |
| Corredor                      | Corredor                      | Equip                            | Temps                         |                               |
| ----------------------------- | ----------------------------- | -------------------------------- | ----------------------------- | ----------------------------- |
| 1r                            | Remco Evenepoel               | Quick-Step Alpha Vinyl           | 19h 35' 03"                   |                               |
| 2n                            | Johannes Staune-Mittet        | Jumbo-Visma                      | + 11' 32"                     |                               |
| 3r                            | Pedro Pinto                   | Tavfer-Mortágua-Ovos Matinados   | + 12' 05"                     |                               |
| 4t                            | António Ferreira              | Kelly-Simoldes-UDO               | + 26' 10"                     |                               |
| 5è                            | Afonso Silva                  | Kelly-Simoldes-UDO               | + 27' 11"                     |                               |
| 6è                            | Vinicio Rodrigues             | Rádio Popular-Paredes-Boavista   | + 32' 56"                     |                               |
| 7è                            | Michel Hessmann               | Jumbo-Visma                      | + 33' 45"                     |                               |
| 8è                            | Hélder Gonçalves              | Kelly-Simoldes-UDO               | + 34' 00"                     |                               |
| 9è                            | Ruben Simao                   | LA Alumínios-Credibom-Marcos Car | + 39' 19"                     |                               |
| 10è                           | Ben Tulett                    | Ineos Grenadiers                 | + 39' 51"                     |                               |

| Classificació per equips | Classificació per equips | Classificació per equips | Classificació per equips |
| Equip                    | Equip                    | Temps                    |                          |
| ------------------------ | ------------------------ | ------------------------ | ------------------------ |
| 1r                       | Ineos Grenadiers         | 58h 51' 40"              |                          |
| 2n                       | Arkéa-Samsic             | + 3' 57"                 |                          |
| 3r                       | Groupama-FDJ             | + 6' 26"                 |                          |
| 4t                       | Trek-Segafredo           | + 13' 20"                |                          |
| 5è                       | Jumbo-Visma              | + 14' 27"                |                          |

| Classificació per equips | Classificació per equips | Classificació per equips | Classificació per equips |
| Equip                    | Equip                    | Temps                    |                          |
| ------------------------ | ------------------------ | ------------------------ | ------------------------ |
| 1r                       | Ineos Grenadiers         | 58h 51' 40"              |                          |
| 2n                       | Arkéa-Samsic             | + 3' 57"                 |                          |
| 3r                       | Groupama-FDJ             | + 6' 26"                 |                          |
| 4t                       | Trek-Segafredo           | + 13' 20"                |                          |
| 5è                       | Jumbo-Visma              | + 14' 27"                |                          |

## Evolució de les classificacions
| Etapa                  | Vencedor               | Classificació general | Classificació de la muntanya | Classificació per punts | Classificació dels joves | Classificació per equips |
| ---------------------- | ---------------------- | --------------------- | ---------------------------- | ----------------------- | ------------------------ | ------------------------ |
| 1                      | Fabio Jakobsen         | Fabio Jakobsen        | Fabio Jakobsen               | João Matias             | Remco Evenepoel          | Quick-Step Alpha Vinyl   |
| 2                      | David Gaudu            | David Gaudu           | Fabio Jakobsen               | David Gaudu             | Remco Evenepoel          | Ineos Grenadiers         |
| 3                      | Fabio Jakobsen         | David Gaudu           | Fabio Jakobsen               | João Matias             | Remco Evenepoel          | Ineos Grenadiers         |
| 4                      | Remco Evenepoel        | Remco Evenepoel       | Fabio Jakobsen               | João Matias             | Remco Evenepoel          | Ineos Grenadiers         |
| 5                      | Sergio Higuita         | Remco Evenepoel       | Fabio Jakobsen               | João Matias             | Remco Evenepoel          | Ineos Grenadiers         |
| Classificacions finals | Classificacions finals | Remco Evenepoel       | Fabio Jakobsen               | João Matias             | Remco Evenepoel          | Ineos Grenadiers         |